# Hibiscus trilobus
Hibiscus trilobus là một loài thực vật có hoa trong họ Cẩm quỳ. Loài này được Aubl. mô tả khoa học đầu tiên năm 1775.